# Compendium suisse des médicaments
Le Compendium suisse des médicaments est un recueil officiel des informations relatives aux médicaments autorisés en Suisse. Il liste notamment les effets secondaires de chaque médicament, et fournit une liste des différents produits disponibles pour un même médicament sur le marché suisse.